# Granada nos Jogos Olímpicos de Verão de 2020
Granada participa nos Jogos Olímpicos de Verão de 2020. Originalmente programados para ocorrer entre 24 de julho a 9 de agosto de 2020, os jogos foram adiados para 23 de julho a 8 de agosto de 2021, por causa da Pandemia de COVID-19. Será a décima participação do país nas Olimpíadas.

## Atletismo
Os atletas granadinos alcançaram os padrões de inscrição, seja por tempo de qualificação ou por classificação mundial, nas seguintes provas de atletismo (até um máximo de 3 atletas em cada prova):
Pista e estrada
| Atleta       | Evento               | Bateria   | Bateria | Semifinal | Semifinal | Final     | Final   |
| Atleta       | Evento               | Resultado | Posição | Resultado | Posição   | Resultado | Posição |
| ------------ | -------------------- | --------- | ------- | --------- | --------- | --------- | ------- |
| Kirani James | 400 metros masculino |           |         |           |           |           |         |

Campo
| Atleta          | Evento                        | Qualificação | Qualificação | Final     | Final   |
| Atleta          | Evento                        | Resultado    | Posição      | Resultado | Posição |
| --------------- | ----------------------------- | ------------ | ------------ | --------- | ------- |
| Anderson Peters | Lançamento de dardo masculino |              |              |           |         |

Combinados - Decatlo masculino
| Atleta        | Evento    | 100 m | SD | AP | SA | 400 m | 110 m | AD | SV | LD | 1500 m | Final | Posição |
| ------------- | --------- | ----- | -- | -- | -- | ----- | ----- | -- | -- | -- | ------ | ----- | ------- |
| Lindon Victor | Resultado |       |    |    |    |       |       |    |    |    |        |       |         |
| Lindon Victor | Pontuação |       |    |    |    |       |       |    |    |    |        |       |         |